# Новиков Федір Макарович
Федір Макарович Новиков (28 лютого 1925, село Малодубровне Половинского району Уральської області РРФСР, тепер Курганської області, Російська Федерація — 22 червня 2001, місто Кривий Ріг Дніпропетровської області) — український радянський діяч, шахтар, бурильник рудоуправління імені Комінтерну тресту «Ленінруда» міста Кривого Рогу Дніпропетровської області. Депутат Верховної Ради УРСР 7—8-го скликань. Герой Соціалістичної Праці (22.03.1966).

## Біографія
Народився в родині робітників. Закінчив сім класів школи. У 1940 році почав працювати в колгоспі імені Кірова Сєровського району Свердловської області РРФСР. Пізніше перейшов працювати на завод в місті Нова Ляля Свердловської області.
З 1942 року — у Червоній армії, учасник німецько-радянської війни. Війну закінчив у Берліні. У 1953 році звільнений в запас.
У 1953 році переїхав до Кривого Рогу, де влаштувався працювати кріпильником на шахту «Більшовик» рудоуправління імені Комінтерну. Пізніше працював бурильником. Майстер швидкісних проходок, встановив низку рекордів з буріння шпурів і свердловин, був визнаним фахівцем підземних виробок. Виробничі плани виконував на 120—125 %.
Член КПРС.
Указом Президії Верховної Ради СРСР від 22 березня 1966 року за видатні успіхи, досягнуті в розвитку чорної металургії, Новикову Федору Макаровичу було присвоєно звання Героя Соціалістичної Праці з врученням ордена Леніна і золотої медалі «Серп і Молот».
Продовжував працювати на шахті «Більшовик», де згодом очолив комплексну бригаду та працював бурильником-інструктором. За скеруванням Міністерства чорної металургії СРСР був відряджений в Китайську Народну Республіку, де навчав шахтарів передовим методам роботи. Обирався делегатом XXIII з'їзду КПРС (1966), членом Криворізького міського комітету Компартії України.
Потім — на пенсії в Кривому Розі, де помер й похований на Центральному кладовищі.

## Нагороди
- Герой Соціалістичної Праці(22.03.1966)
- два ордени Леніна (1957, 22.03.1966)
- два ордени «Знак Пошани»
- Орден Вітчизняної війни I ст. (11.03.1985)
- заслужений гірник Української РСР (1963)
- медаль «За перемогу над Німеччиною у Великій Вітчизняній війні 1941—1945 років»
- медалі

## Пам'ять
- Ім'я на Стелі Героїв в Кривому Розі.